# Capon Bridge
Capon Bridge és una població dels Estats Units a l'estat de Virgínia de l'Oest. Segons el cens del 2000 tenia 200 habitants.

## Demografia
Segons el cens del 2000, Capon Bridge tenia 200 habitants, 91 habitatges, i 56 famílies. La densitat de població era de 137,9 habitants per km².
Dels 91 habitatges en un 25,3% hi vivien nens de menys de 18 anys, en un 44% hi vivien parelles casades, en un 13,2% dones solteres, i en un 37,4% no eren unitats familiars. En el 33% dels habitatges hi vivien persones soles el 13,2% de les quals corresponia a persones de 65 anys o més que vivien soles. El nombre mitjà de persones vivint en cada habitatge era de 2,2 i el nombre mitjà de persones que vivien en cada família era de 2,65.
Per edats la població es repartia de la següent manera: un 22% tenia menys de 18 anys, un 10% entre 18 i 24, un 26% entre 25 i 44, un 22,5% de 45 a 60 i un 19,5% 65 anys o més.
L'edat mediana era de 38 anys. Per cada 100 dones de 18 o més anys hi havia 79,3 homes.
La renda mediana per habitatge era de 30.750 $ i la renda mediana per família de 40.000 $. Els homes tenien una renda mediana de 30.000 $ mentre que les dones 22.188 $. La renda per capita de la població era de 19.457 $. Entorn del 12,1% de les famílies i el 17,4% de la població estaven per davall del llindar de pobresa.

## Poblacions més properes
El següent diagrama mostra les poblacions més properes.